# Sonja op...
Sonja op... (gevolgd door maandag, dinsdag enzovoort) was een praatprogramma op de Nederlandse televisie, gepresenteerd door Sonja Barend, dat tussen 1981 en 1991 bij de VARA werd uitgezonden.

## Over het programma
In 1981 volgde Sonja Barend haar Sonja's Goed Nieuws Show op met het praatprogramma Sonja op maandag. De titel veranderde elke seizoen in verband met de jaarlijkse wisseling van de vaste avonden van de A-omroepen per 1 oktober en dan werd er op een andere dag uitgezonden. Zo was er in 1982-1983 Sonja op vrijdag, in 1983-1984 Sonja op dinsdag, in 1984-1985 Sonja op zaterdag, in 1985-1986 Sonja op woensdag en heette het programma in 1986-1987 weer Sonja op maandag. In de periode 1987-1988 heette het programma Sonja op zondag. Vervolgens veranderde de titel in 1988-1989 in Sonja op donderdag, waarna het in 1990 voor de laatste maal van titel veranderde: terug in Sonja op zaterdag. Er zijn in totaal 239 afleveringen uitgezonden tussen 2 november 1981 en 5 januari 1991.
Daarna ging het programma verder maar met de naam "Sonja" zonder toevoeging van een dag van de week tot in 1996.

## Hoogtepunten
Het programma leverde spraakmakende televisie op, zoals het eerste interview met een aidspatiënt op de Nederlandse televisie. Verder leverde het programma een aantal legendarische uitspraken op zoals die op 18 januari 1982 van Karel Appel, die, als hij van Sonja's kritische vragen moe wordt, zegt: "Tais-toi et sois belle" (Houd je mond en wees mooi).

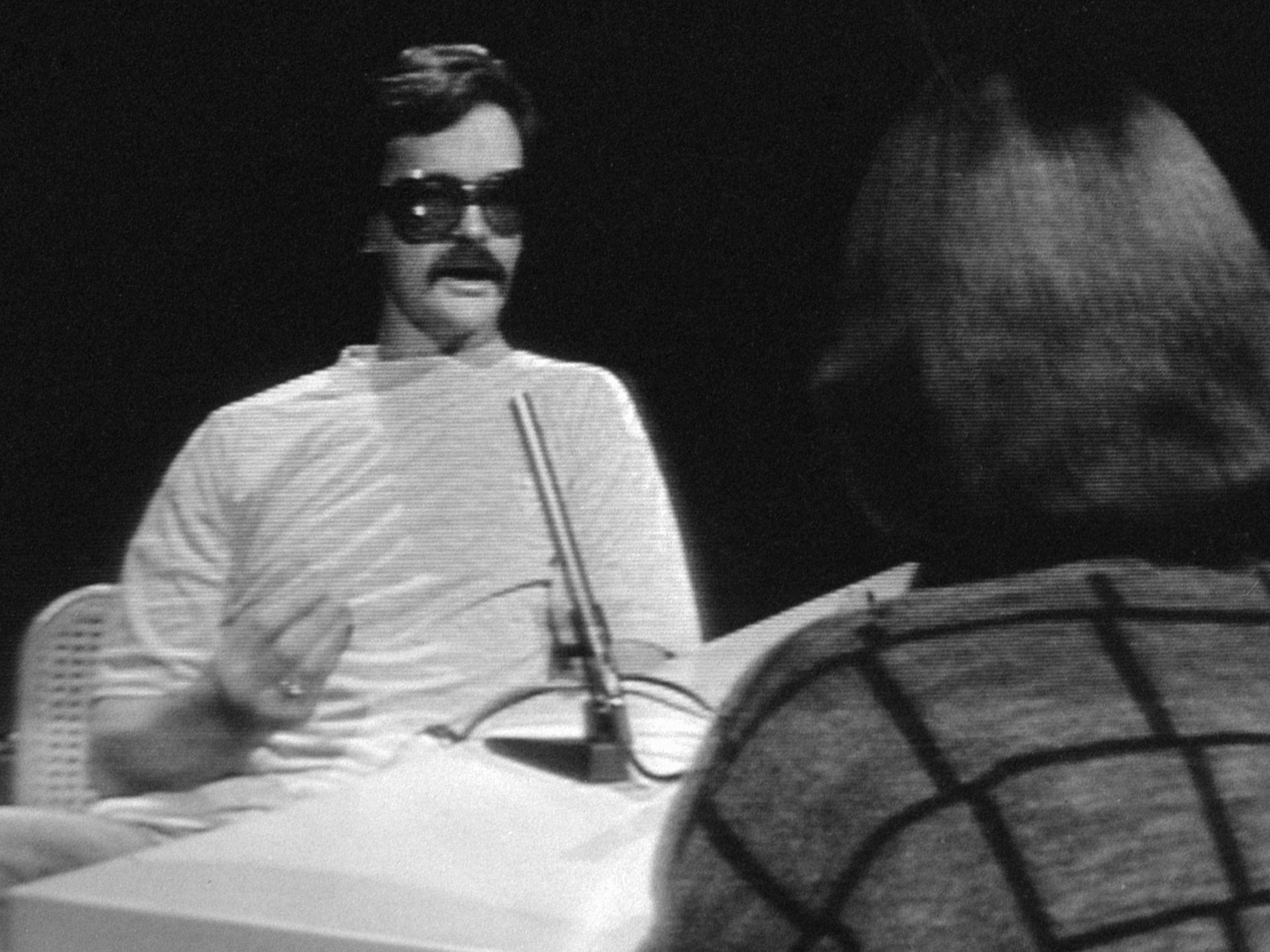
Ontsnapte gevangene Stanley H. met zonnebril in gesprek met Barend

In de uitzending van 26 januari 1985 vertoonde Barend een vooraf opgenomen interview vanaf een schuiladres met ontsnapte gevangene Stanly H vermomd met pruik en zonnebril. Met politievoorlichter Klaas Wilting, gevangenisdirecteur Scheffelaar-Klots en advocaat Leo Spigt werd hier in de uitzending over nagepraat. 
Memorabel was ook de uitzending op 18 november 1995, waarin Boudewijn Büch het aan de stok kreeg met Adelheid Roosen. Tijdens het slotgesprek met alle gasten nam Büch steeds meer de leiding over. Sonja hield het voor gezien en schonk haar stoel aan Büch. Dit was zeer tegen de zin van Adelheid Roosen die Büch begon uit te schelden. Sonja kwam niet meer terug in het gesprek; ze bleef geprikkeld reageren op de gasten. Ze is blij wanneer de afsluitende muziek klinkt: “Ik ben nog nooit zo blij geweest dat ik de tune hoorde!”
Het programma werd rechtstreeks met publiek uitgezonden vanuit Amsterdam onder meer vanuit theater Frascati, vanuit theater de Meervaart en vanuit debatcentrum Rode Hoed. Het seizoen 1985-1986 werd er echter uitgezonden vanuit Rotterdam vanuit het Hulstkamp-gebouw.
Op 27 april 1996 stopte de reeks praatprogramma's en ook de jarenlange samenwerking tussen Barend en Ellen Blazer. Sonja Barend ging met Paul Witteman afwisselend het praatprogramma Barend & Witteman, later B&W, presenteren.

## Trivia
- Sonja Barend werd met het onthouden van haar tekst geholpen doordat Ellen Blazer (of een ander) buiten beeld bordjes ophield met (een samenvatting van) de tekst.